# Operacija Drenjula
Operacija Drenjula je bila napadno-oslobodilačka operacija hrvatskih postrojbi u početnom razdoblju Domovinskog rata.
Uslijedila je malo poslije oslobodilačke operacije kodnog naziva Medvjeda. Kao i Medvjed, Drenjula je poduzeta radi deblokiranja Otočca, jer uspješni rezultati iz Medvjeda nisu bili dostatni. 
Hrvatske postrojbe su 4. studenoga 1991. pokrenule napadno-oslobodilačku akciju Drenjulu radi deblokiranja najvažnije i skoro jedine kvalitetne cestovne prometnice kroz Liku i Gacku koja je spajala hrvatski sjever i jug.
Operacija je završila 13. studenoga 1991. godine.